# إيجيراق
القمر إيجيراق هو قمر ذو حركة رجعية وقمر غير نظامي لزحل. واكتشفه بريت جلادمان وجون كافلارس وآخرون في عام 2000، والتعيين المؤقت لهُ S/2000 S 6. وسمي في عام 2003 بإيجيراق، وهي كلمة مشتقة من ميثولوجيا الأسكيمو.
يدور حول كوكب زحل على مسافة متوسطة 11.1 جيجامتر في 451 يوماً على مدار مشابه إلى حد بعيد من مدار كيفيويك. ويوضح الرسم البياني مداره بالنسبة لاقمار الرجعية الحركة وغير النظامية لزحل. ويمثل الشذوذ المداري في قطاعات صفراء تمتد من الأوج إلى الحضيض.
على الرغم من أن أيجيراق هو عضو في مجموعة أقمار الأسكيمو غير النظامية إلا أن الملاحظات الأخيرة أفادت إلا ِأنه أكثر حمرة من باقي أقمار هذه المجموعة والانحدار الطيفي لهُ (قياس انعكاسية الجسم كتابع لطول الموجة) حوالي ضعفي باقي أقمار المجموعة. كما يفتقر طيفه إلى ضعف الامتصاص عند حوالي 0.7 ميكرومتر والذي يمكن أن يعزى إلى ترطيب المياه.